# Ruth Downie
Ruth Downie – brytyjska pisarka, autorka powieści opisujących historie z życia, żyjącego w Brytanii, rzymskiego lekarza legionowego.

## Wydane powieści
- Medyk i znikające tancerki (Medicus and the Disappearing Dancing Girls)
- Ruso and the Demented Doctor
- Ruso and the Root of all Evils